# 3 000 mètres féminin aux championnats du monde d'athlétisme en salle 2024
Pour un article plus général, voir Championnats du monde d'athlétisme en salle 2024.
Navigation
2022 2025
L'épreuve du 3 000 mètres féminin des championnats du monde en salle de 2024 se déroule le 2 mars 2024 dans l'Emirates Arena de Glasgow, en Écosse.

## Résultats
| Rang               | Athlète                 | Pays            | Temps   | Notes  |
| ------------------ | ----------------------- | --------------- | ------- | ------ |
| Médaille d'or      | Elle Purrier St. Pierre | États-Unis      | 8:20.87 | CR, AR |
| Médaille d'argent  | Gudaf Tsegay            | Éthiopie        | 8:21.13 |        |
| Médaille de bronze | Beatrice Chepkoech      | Kenya           | 8:22.68 | NR     |
| 4                  | Jessica Hull            | Australie       | 8:24.39 | AR     |
| 5                  | Laura Muir              | Grande-Bretagne | 8:29.76 | SB     |
| 6                  | Lemlem Hailu            | Éthiopie        | 8:30.36 | SB     |
| 7                  | Hirut Meshesha          | Éthiopie        | 8:34.61 |        |
| 8                  | Nozomi Tanaka           | Japon           | 8:36.03 | AR     |
| 9                  | Teresia Muthoni Gateri  | Kenya           | 8:38.96 | SB     |
| 10                 | Marta García            | Espagne         | 8:40.34 |        |
| 11                 | Josette Andrews         | États-Unis      | 8:41.93 | SB     |
| 12                 | Hannah Nuttall          | Grande-Bretagne | 8:48.24 |        |
| 13                 | Ludovica Cavalli        | Italie          | 8:48.46 |        |
| 14                 | Águeda Marqués          | Espagne         | 8:48.57 |        |
| 15                 | Roisin Flanagan         | Irlande         | 8:53.02 | PB     |
| 16                 | Emeline Imanizabayo     | Rwanda          | 9:28.58 | PB     |

## Légende
Records et Performances
- AR : Record continental (area record)
- CR : Record des championnats (championship record)
- MR : Record du meeting (meet record)
- NR : Record national (national record)
- OR : Record olympique (olympic record)
- PR : Record paralympique (paralympic record)
- PB : Record personnel (personal best)
- SB : Meilleure performance personnelle de la saison (season's best)
- WL : Meilleure performance mondiale de l'année (world leader)
- WJR : Record du monde junior (world junior record)
- WR : Record du monde (world record)

Circonstances et Conditions
- DNF : N'a pas terminé (did not finish)
- DNS : N'a pas pris le départ (did not start)
- DQ : Disqualification (disqualification)
- NM : Aucun essai valable enregistré (No Mark)
- Q : Qualifié « directement » au prochain tour (ou à la prochaine compétition), lors d'une compétition majeure, grâce au classement ou à la réalisation des minima (automatic qualifier)
- q : Qualifié au prochain tour (ou à la prochaine compétition), lors d'une compétition majeure, grâce au repêchage ou à la réalisation de l'une des meilleures performances parmi celles des « non qualifiés directement » (grâce au meilleur temps ou à la meilleure distance par exemple) (secondary qualifier)